# Sisòdia

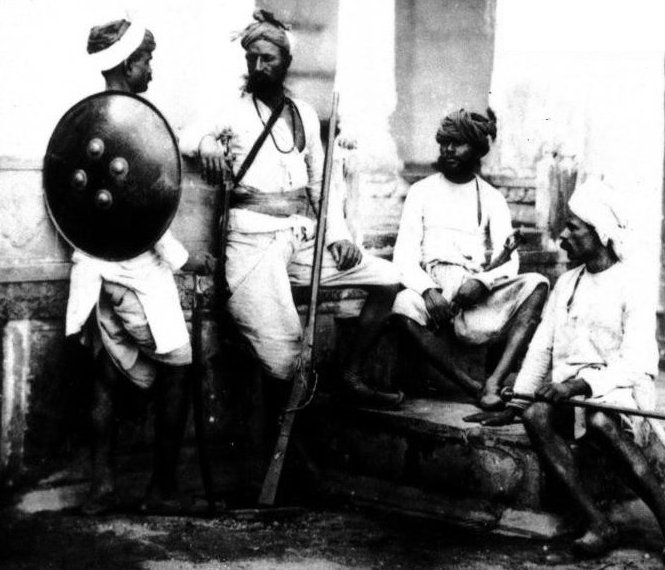
Rajputs durant una guerra

Els Sidòdia o Sisodiya són un clan Rajput de l'Índia. Són rajputs de la casta chattari i del llinatge Suryavanshi (Solar) i governaven sobre el regne de Mewar al Rajasthan. El nom del clan és també transliterat com Sesòdia, Shishodia/Xixòdia, Shishodya/Xixòdya, Sisodya, Sisodhya o Sisodiya.

## Orígens
Els Sisòdies, com molts altres clans rajputs, reclamen origen de la llegendària dinastia solar o Suryavansha. Rajprashasti Mahakavyam, un text laudatori del segle XVII encarregat pel governant Rana Raj Singh de Mewar, conté un relat en part mític, en part llegendari i en part una genealogia històrica dels Sisòdies. L'obra va tenir com a autor a Ranchhod Bhatt, un bramin de Telangana la família del qual va rebre regals regulars del Sisòdies. La genealogia traça l'origen de la dinastia als governants d'Ayodhya, començant amb Manu, que va ser succeït per diversos emperadors de la dinastia Ikshvaku dinastia. Un governant, Vijaya, va deixar Ayodhya per anar "al sud" per una ordre celestial (el lloc exacte del seu poblament no és esmentat). Va ser succeït per 14 governants els noms dels quals finalitza en el sufix –aditya ("sol"). Grahaditya, el darrer d'aquests, va establir una dinastia nova anomenada Grahaputra (o Gahlot). El seu fill gran Vashapa se suposa que va conquerir "Chitrakuta" (Chittor) al segle viii, i va adoptar el títol Rawal, gràcies a la benedicció de Xiva.
Grahaditya i Vashapa (més conegut com a Bappa Rawal) són dues figures populars al folklore del Rajasthan. Els seus successors inclouen persones que són conegudes per ser figures històriques. Segons la genealogia Rajprashasti, un d'aquests – Samar Singh – es va casar amb Prithi, la germana de Prithviraj III Chauhan. El seu net Rahapa va adoptar el títol de Rana (monarca). Els descendents de Rahapa van passar algun temps en un lloc anomenat Sisoda, i per això, el clan va ser conegut com a "Sisòdia" i els seus membres "Sisòdies".
Segons els historiadors de la cort persa, el Sisòdies es van originar de Noshizad, fill de Noshirvan o Maha Banu, la filla gran de Isdigerdes III.
Els governants més notable del clan Sisòdia foren Rana Hamir (rei 1326-64), Rana Kumbha (rei 1433-68) i Rana Pratap (rei 1572-97). El clan Bhonsle al qual Sivaji, el fundador de l'Imperi Maratha va pertànyer, reclamava descendència també d'una branca de la família reial Sisòdia.
Segons les cròniques Sisòdies quan el sultà de Delhi Ala al-din Muhàmmad Xah I Khalji va atacar Chittorgarh el 1303, els Sisòdies van actuar en saka (lluitant a mort), mentre les seves dones van cometre jauhar (auto immolació abans que esdevenir captives de l'enemic). Això es va repetir dues vegades més: quan Bahadur Shah de Gujarat va assetjar Chittorgarh el 1535, i quan l'emperador Moghul Akbar la va conquerir el 1567.
Freqüent conflictes amb els Moghuls van reduir considerablement el poder Sisòdia i la mida del seu regne. Els Sisòdies finalment van acceptat la sobirania Moghul, i van lluitar a l'exèrcit imperial. Tanmateix, l'art i les obres literàries encarregades pels següents governants Sisòdia van emfatitzar el seu passat pre-Moghul. Els Sisòdies foren la darrera dinastia rajput a estar aliada amb els Moghuls, i a diferència d'altres clans Rajputs, mai es van casar amb membres de la família imperial moghul. Les dones d'altres clans rajputs que havien tingut relacions matrimonials amb el Moghuls estaven excloses com a possibles esposes de governants Sisòdies. Els Sisòdies va conrear una identitat d'elit distinta d'altres clans Rajputs a través de les llegendes poètiques, elogis i les arts visuals que encarregaven. James Tod, un agent de la Companyia Britànica de les Índies Orientals va fer servir aquestes obres pel seu llibre Annals i Antiguitats del Rajas'han. La seva obra, àmpliament llegida, va ajudar a estendre la visió dels Sisòdies com a clan superior Rajput en l'Índia colonial i post-colonial. L'obra de Tod és ara considerada no consultable.